# Alfred de Quervain (Theologe)
Alfred de Quervain (* 28. September 1896 in La Neuveville; † 30. Oktober 1968 in Bern) war ein Schweizer Theologe reformierter Konfession. 

## Leben
Alfred de Quervain wurde als Ältester von fünf Geschwistern in eine Pfarrersfamilie geboren; sein Grossvater und sein Vater waren Pfarrer. Bis zum Alter von 12 Jahren wuchs er am Bielersee auf; dann zog seine Familie nach Trubschachen im Emmental. Die Maturitätsprüfung legte er am Freien Gymnasium Bern ab.

### Studium, Sozialarbeit und Pfarrdienst
Der Familientradition folgend, studierte Quervain Theologie und Philosophie in Bern, Basel, Marburg und an der Friedrich-Wilhelms-Universität in Berlin. Prägende Lehrer waren Paul Natorp, Bernhard Duhm und Paul Wernle. In dieser Zeit standen ihm Leonhard Ragaz und Hermann Kutter nahe, die beiden Schweizer Vorkämpfer des Religiösen Sozialismus.
Quervain entschloss sich, nach dem Theologischen Examen nicht sogleich in den Pfarrdienst zu treten. Stattdessen schloss er sich der Sozialen Arbeitsgemeinschaft in Berlin an und leistete Sozialarbeit in den Arbeiter- und Elendsvierteln im Osten Berlins. Seine erste Pfarrstelle (von 1923 bis 1926) trat er in Frankfurt am Main an, in der ältesten Hugenottengemeinde Deutschlands. Anschliessend war er Pfarrer der reformierten Gemeinden in Stuttgart (von 1926 bis 1928) und in seiner Heimatstadt La Neuveville (von 1928 bis 1931). Nebenher setzte er seine theologischen Studien fort und schrieb Bücher. Im Wintersemester 1928/1929 wurde er mit einer an der Universität Wien vorgelegten Dissertation über «Gesetz und Freiheit» promoviert; 1930 habilitierte er sich in Basel mit einer Arbeit über Die theologischen Voraussetzungen der Politik. Grundlinien einer politischen Theologie. Für ihn wichtige Gesprächs- und Korrespondenzpartner waren Carl Schmitt und Gustav Radbruch.

### Pfarrer in Elberfeld und Dozent an der Kirchlichen Hochschule Elberfeld
Im Herbst 1931 bestellte die Niederländisch-reformierte Gemeinde in Elberfeld Alfred de Quervain zu ihrem Pastor. Sie war 1847 entstanden, als sich reformierte Gemeindeglieder den Unionsbestrebungen Friedrich Wilhelms III. widersetzten und eine eigene Gemeinde gründeten. Auch 84 Jahre nach ihrer Gründung war die Gemeinde noch von Hermann Friedrich Kohlbrügge, ihrem ersten Pastor, geprägt und vom Geist der Jülich-Bergische Kirchenordnung von 1671, die synodal-presbyteral verfasste, nicht dem Staat unterworfene Gemeinden schuf. Karl Barth wohnte während der Barmer Bekenntnissynode bei der Familie Quervain. Neben seiner Tätigkeit als Seelsorger hielt Quervain an der Kirchlichen Hochschule der Bekennenden Kirche in Elberfeld seit deren Gründung im Wintersemester 1935/1936 Vorlesungen und Seminare. Als Pfarrer und als theologischer Lehrer in Elberfeld «in Predigten, Vorlesungen, Schriften und Gutachten … meine deutschen Mitchristen zum Widerstand gegen den totalen Staat und seinen Angriff auf den Nächsten aufgerufen zu haben», erschien ihm rückblickend als der wichtigste Dienst seiner Lebens.

### Rückkehr in die Schweiz, Professor an der Universität Bern
Ende 1938 kehrte Quervain in sein Heimatland zurück und wurde Pfarrer in Laufen. 1944 wurde er als ausserordentlicher Professor für Ethik an die Universität Bern berufen, ab 1948 lehrte er dort als ordentlicher Professor Ethik, Praktische Exegese und französisch-reformierte Theologie.
Sein Hauptwerk war die Ethik. 1942 erschien der erste Band mit dem bezeichnenden Titel Heiligung, 1945 zur politischen Ethik der zweite Band Kirche, Volk, Staat. 1953 folgte Ehe und Haus, 1956 Ruhe und Arbeit, Eigentum und Lohn. Im letzten Band zeigt sich seine Ethik stellenweise als durch eine eher konservative, gelegentlich kulturpessimistische Haltung beeinflusst.

## Schriften
- Der Glaubenskampf der Hugenotten, 1924
- Calvin. Sein Lehren und Kämpfen, 1926
- Die theologischen Voraussetzungen der Politik, 1931
- Das Gesetz des Staates, 1932
- Vom christlichen Leben. Eine Auslegung von Römer 12 und 13, 1934
- Die Freiheit der Kirche und ihr Dienst an Volk und Staat., 1934 (online)
- Vom rechten Verständnis der christlichen Freiheit und von der Bewährung dieser Freiheit im bürgerlichen Leben, 1935
- Volk und Obrigkeit, eine Gabe Gottes, 1937
- Christi Reich und die irdischen Reiche, 1939
- Die Heiligung. Ethik I, 1942, ²1946
- Kirche, Volk, Staat. Ethik II/1, 1945
- Humanismus und Evangelische Theologie, 1947
- Ehe und Haus. Ethik II/2, 1953
- Ruhe und Arbeit, Lohn und Eigentum. Ethik II/3, 1956
- Das Judentum in der Lehre und Verkündigung der Kirche heute (= Theologische Existenz heute, NF; Bd. 130). Chr. Kaiser Verlag, München 1966

## Fussnoten
1. 1 2  Werner Göllner: Alfred de Quervain (1896–1968). In: Wolfgang Lienemann, Frank Mathwig (Hg.): Schweizer Ethiker im 20. Jahrhundert. Der Beitrag theologischer Denker. Theologischer Verlag Zürich (TVZ), Zürich 2005, S. 105–131, hier S. 109.
2. ↑  Werner Göllner: Alfred de Quervain (1896–1968), hier S. 108.
3. ↑  Werner Göllner: Alfred de Quervain (1896–1968), hier S. 109 und 110.
4. ↑  Werner Göllner: Alfred de Quervain (1896–1968), hier S. 110.
5. 1 2  Werner Göllner: Alfred de Quervain (1896–1968), hier S. 111.
6. ↑  Werner Göllner: Alfred de Quervain (1896–1968), hier S. 112.
7. 1 2  Werner Göllner: Alfred de Quervain (1896–1968), hier S. 117.
8. ↑  Benjamin G. Locher: Kohlbrügge, Hermann Friedrich. In: Neue Deutsche Biographie (NDB). Band 12, Duncker & Humblot, Berlin 1980, ISBN 3-428-00193-1, S. 423–425 (Digitalisat). (dort wird irrtümlich Friedrich Wilhelms II. genannt).
9. ↑  Werner Göllner: Alfred de Quervain (1896–1968), hier S. 118 und 119.
10. ↑  Werner Göllner: Alfred de Quervain (1896–1968), hier S. 119.
11. ↑  Zitiert nach Werner Göllner: Alfred de Quervain (1896–1968), Zitat S. 105.
12. ↑  Werner Göllner: Alfred de Quervain (1896–1968), hier S. 126.
13. ↑  Werner Göllner: Alfred de Quervain (1896–1968), hier S. 127.
14. ↑  Martin Honecker: Art. Arbeit. Teil VII: 18.–20. Jahrhundert. In: Theologische Realenzyklopädie (TRE), Bd. 3, S. 639–659, hier S. 652.

| Personendaten    | Personendaten                              |
| ---------------- | ------------------------------------------ |
| NAME             | Quervain, Alfred de                        |
| KURZBESCHREIBUNG | Schweizer Theologe reformierter Konfession |
| GEBURTSDATUM     | 28. September 1896                         |
| GEBURTSORT       | La Neuveville                              |
| STERBEDATUM      | 30. Oktober 1968                           |
| STERBEORT        | Bern                                       |